# یواس‌اس مالانو (ای‌جی-۴۴)
یواس‌اس مالانو (ای‌جی-۴۴) (به انگلیسی: USS Malanao (AG-44)) یک کشتی بود که طول آن 224' بود. این کشتی در سال ۱۹۱۲ ساخته شد.